# هاردکولم
هاردکولم (به لاتین: Harderkulm) یک کوه در سوئیس است که در کانتون برن واقع شده‌است. هاردکولم ۱٬۳۲۱ متر بالاتر از سطح دریا واقع شده‌است.